# Mayamythologie

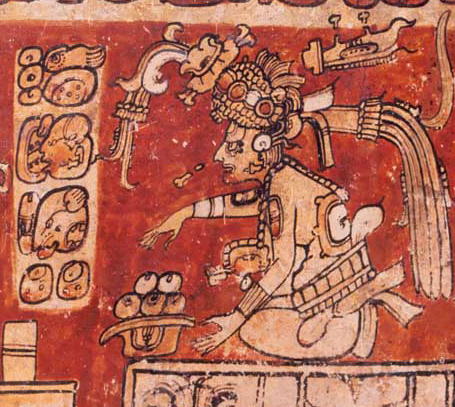
De oppergod Itzamná

De Mayamythologie maakt deel uit van de mythologie van Meso-Amerika en omvat alle verhalen van de Maya's waarin goden en verpersoonlijkte natuurkrachten een grote rol spelen. (Hieronder vallen dus niet dierverhalen of verhalen met een waarschuwende, moraliserende strekking.)